# 切尔姆斯福德站
切爾姆斯福德站（英語：Chelmsford railway station）是英國英格蘭艾塞克斯郡切尔姆斯福德的一座鐵路車站，位於大東部幹線上。
該車站在2014年至2016年期間進行了大規模翻新，包括一個新的更大的售票大廳、一個新的售票處、新的檢票閘、現代化的座位和兩個候車室。